# سندرسون (تگزاس)
سندرسون، تگزاس(به انگلیسی: Sanderson, Texas) شهری در ایالت تگزاس از ایالات جنوبی ایالات متحده آمریکا است. در سرشماری سال ۲۰۰۰، جمعیت این شهر ۸۶۱ نفر اعلام شد.